# Samuel Anderson
Samuel Anderson (Birmingham, 27 aprile 1982) è un attore britannico.

## Biografia
Il suo ruolo più noto è quello di Danny Pink nella serie fantascientifica Doctor Who.

## Filmografia parziale
- I fantasmi di Bedlam (Bedlam) – serie TV, 1 episodio (2012)
- Doctor Who – serie TV, 11 episodi (2014)
- Trollied – serie TV, 24 episodi (2014-2017)
- The Lady in the Van, regia di Nicholas Hytner (2015)
- Another Life – serie TV, 20 episodi (2019-2020)
- Gunpowder Milkshake, regia di Navot Papushado (2021)
- Landscapers - Un crimine quasi perfetto (Landscapers) – miniserie TV, 4 puntate (2021)
- Mammals - serie TV, 2 episodi (2022)

## Doppiatori italiani
Nelle versioni in italiano dei suoi film, Samuel Anderson è stato doppiato da:
- Raffaele Carpentieri in Landscapers - Un crimine quasi perfetto
- Jacopo Venturiero in Another Life
- Giorgio Borghetti in Mammals